# Spinning Around
«Spinning Around» (с англ. — «Верчусь как волчок») — песня австралийской певицы Кайли Миноуг. Песня была написана авторами Ирой Шикман, Осборном Бингхамом, Карой Дио Гуарди и Полой Абдул. Продюсер — Майк Спенсер. Первоначально песня предназначалась для альбома Полы Абдул. Так как альбом не был выпущен в свет, песня была отдана авторами Кайли Миноуг, которая записала её для своего седьмого студийного альбома Light Years.

## История создания
В 1997 году Кайли Миноуг выпустила шестой по счёту студийный альбом Impossible Princess, и, в частности, второй при поддержке лейбла Deconstruction Records. Отмеченная переходом от танцевальной поп-музыке к электронике и поп-року, пластинка значительно отличалась от её предыдущих работ. Диск хорошо продавался в Австралии, добравшись в хит-параде до четвёртой строчки. В Великобритании же он стал худшим релизом певицы в плане продаж, закрепившись на десятой позиции в британском чарте. Альбом также был неоднозначно воспринят музыкальными критиками во многом из-за экспериментирования с разными музыкальными стилями; многие полагали, что карьере певицы пришёл конец. Несмотря на успешный промотур, в конце 1998 года Миноуг покинула лейбл Deconstruction. В 1999 году она подписала контракт с другим британским лейблом — Parlophone.
После переговоров с представителями лейбла, Миноуг решила записать обычный поп-альбом, так как, по её словам, композиции в этом жанре удаются ей «лучше всего» и поп-музыка «делает её счастливой». Пластинка с элементами диско и европопа получила название Light Years. Написанная Ирой Шикман, Осборном Бингхамом, Карой Дио Гуарди и Полой Абдул и спродюсированная Майком Спенсером, «Spinning Around» стала первым по счёту треком на альбоме. Изначально Пола Абдул, положившая в основу песни расставание с дизайнером Брэдом Бекерманом, намеревалась записать её для своего собственного альбома, но после того, как релиз был отменён, она передала трек Миноуг. Композиция стала поворотной точкой в карьере автора песен Кары Дио Гуарди, которой до этого часто отказывали в сотрудничестве. В одном из интервью, посвящённому записи Light Years, Миноуг рассказала, что демоверсия этой песни впервые попала в руки её менеджеру Джейми Нельсону, когда тот был в Нью-Йорке. Посчитав, что трек «идеально» подойдёт ей, Нельсон решил дать послушать его Миноуг. Прослушав демоверсию, Миноуг согласилась записать песню и почувствовала в ней хитовый потенциал. Вскоре «Spinning Around» стала первым синглом в поддержку альбома Light Years; 13 июня 2000 года состоялся её релиз в Австралии, а 19 июня — в Великобритании.

## Клип на песню
Музыкальный клип, снятый для музыкальных телеканалов, изображает исполнительницу в золотых мини-шортах, танцующей в ночном клубе. Данный клип получил множество положительных отзывов в англоязычном мире и стал одним из наиболее знаковых клипов Миноуг на сегодняшний день.

## Список композиций
Диск 1, вышедший в Британии и Австралии
1. «Spinning Around» – 3:28
2. «Spinning Around» (Sharp Vocal Mix) – 7:04
3. «Spinning Around» (7th Spinnin' Dizzy Dub) – 5:23
4. «Spinning Around» (Video)

Диск 2, вышедший в Британии и Австралии
1. «Spinning Around» – 3:28
2. «Cover Me with Kisses» – 3:08
3. «Paper Dolls» – 3:34

Диск 1, вышедший в Европе
1. «Spinning Around» – 3:28
2. «Cover Me with Kisses» – 3:08
3. «Paper Dolls» – 3:34
4. «Spinning Around» (Sharp Vocal Mix) – 7:04
5. «Spinning Around» (Video)